# Георгиевски, Славчо
Славчо Георгиевски (макед. Славчо Георгиевски; родился 30 марта 1980, Скопье, Социалистическая Республика Македония, СФРЮ) — македонский футболист, полузащитник. Выступал в сборной Македонии.

## Карьера

### Клубная карьера
Славчо начал карьеру в клубе «Вардар», затем играл в клубах «Македония», «Клуж», «Слога Югомагнат», «Цементарница», болгарский «Вихрен Сандански».
В июне 2007 года подписал контракт со «Славией», сумма составила 50 тысяч евро. Зимой 2008 года клуб отдал игрока в аренду на полгода в клуб китайской Суперлиги «Ханчжоу Гринтаун». В июне 2008 года игрок вернулся в «Славию». В феврале 2009 года он вновь уехал в Азию, на этот раз в клуб корейского чемпионата — К-Лиги «Ульсан Хёндэ». Дебютный гол в корейском чемпионате игрок забил в матче против «Сеула».
В январе 2010 года Георгиевски перешёл кипрский «Этникос», а 9 июня 2010 года перешёл в бакинский «Нефтчи».

### Международная карьера
В 2003-04 годах в составе сборной Македонии провёл шесть матчей. В августе 2008 года тренер национальной сборной Сречко Катанец вызвал игрока на матч отборочного турнира против сборной Шотландии. Георгиевски провёл на поле 90 минут, а сборная Македонии одержала победу со счётом 1-0.

## Достижения
- Чемпион Азербайджана: 2011/12